# Lubiathfließ
Das Lubiathfließ, polnisch Lubiatka, ist ein Entwässerungskanal in Polen, in der Woiwodschaft Lebus. Er durchfließt die Landgemeinde Driesen (Drezdenko) auf einer Länge von 17 km.

## Verlauf
Der Ursprung des Lubiathfließes liegt in der Ortschaft Modderwiese (Grotów). Es durchfließt den Liebausee, wo es nach ca. 1 km einen Zufluss aus dem Klitzingsee erhält, einen weiteren westlich der Ortschaft Eschbruch (Rąpin). Dann unterquert es westlich des Weilers Trebitscher Tanger (Trzebickie Niwy) die stillgelegte Bahnlinie Schwerin (Skwierzyna) – Driesen (Drezdenko) sowie in der Ortschaft Trebitschermühle (Trzebicz Młyn) die Woiwodschaftsstraße 158. Es durchfließt anschließend westlich von Sieb (Bagniewo) die Maliskenwiesen in den Netzeauen und mündet gegenüber Brenkenhofsbruch (Błotno) in die Netze.
Nördlich der Ortschaft Gottschimm (Gościm), ca. 500 m vor der Mündung, besteht ein 4 km langer Rückstaukanal, der das Lubiathfließ mit dem Gottschimmer Mühlenfließ verbindet.

## Geschichte
Das Lubiathfließ wurde um 1766 als Teil der von Franz Balthasar Schönberg von Brenkenhoff geleiteten Urbarmachung des Netzebruchs angelegt. Es leitet bis heute das Grundwasser südwestlich der Stadt Driesen in die Netze.
Entlang des Fließes waren mehrere Stauwehre errichtet, darunter am Ausfluss aus dem Liebausee, im Weiler Lubiathfließ, am alten Bahndamm westlich des Trebitscher Tangers, und in Trebitschermühle. Von diesen ist heute nur noch das Wehr im Weiler Lubiathfließ erhalten, von den anderen sind nur noch Reste vorhanden. Einen weiteren Zufluss hatte das Lubiathfließ mit dem Mühlenfließ aus dem Rumpiner See. Das Stauwehr am westlichen Ablauf des Sees wurde jedoch nach Kriegsende zur Ziegelgewinnung abgerissen, und der Verlauf des ehemaligen Mühlenfließes zwischen dem Rumpinsee und dem Bett des Lubiathfließes ist heute wieder eine natürliche Sumpflandschaft.
Der ursprüngliche Verlauf des Lubiathfließes wurde Mitte der 30er Jahre in das Trebitscher Mühlenfließ geführt, um die Fließgeschwindigkeit zu Gunsten der Mühlanlagen in Trebitscher Mühle zu erhöhen. Dazu wurde westlich von Eschbruch ein Verbindungskanal gegraben, der kurz vor dem Bahndamm der Linie Schwerin – Driesen das Bett des Trebitscher Mühlenfließes weiter nutzte. Das alte Bett des Kanals (Stiller Lauf) zwischen Eschbruch und Sieb besteht weiterhin, heute unter dem Namen Suchy Rów, und dient bei Hochwasser als Rückstaukanal.

## Einstige Nutzung
In der Ortschaft Trebitschermühle wurde bis Kriegsende eine Wassermühle betrieben. Überreste der Mühlanlage sind heute noch vorhanden. Im Weiler Lubiathfließ wurde vor dem Stauwehr in einem Staubecken Fischzucht betrieben. Diese Anlage besteht noch.
An Liebausee und Rumpiner See wurden die Stauwehre im Frühjahr dazu genutzt, den Schlamm aus den Seen zu spülen, um eine Verlandung zu verhindern und die Fischerei zu unterstützen.
An allen drei Stauwehren wurden Anfang der 30er Jahre Kleinkraftwerke zur Stromerzeugung installiert. Der am Ablauf des Liebausees erzeugte Strom wurde von einem Sägewerk genutzt, welches 1965 abgerissen wurde. Auf dessen Gelände befindet sich heute ein Pfadfinderlager. Der in Trebitscher Mühle erzeugte Strom wurde dazu genutzt, bei einer Überschwemmung der Maliskenwiesen Wasser durch eine Röhre unter dem Damm der Chaussee Driesen – Lipke in die dahinter gelegenen flachen Wälder hindurch zu pumpen.

## Natur
Entlang des Lubiathfließes hat sich eine Vielzahl seltener Tier- und Pflanzenarten wieder angesiedelt, darunter Seeadler, Schwarzstorch, Graureiher, Eisvogel und Biber.